# Erin Fairs
Erin Nicole Fairs (ur. 14 sierpnia 1994 w Houston) – amerykańska siatkarka, grająca na pozycji przyjmującej. Od stycznia 2020 występuje w greckiej drużynie Aris Saloniki.

## Sukcesy klubowe
Mistrzostwo Szwecji:
- 2016

Mistrzostwo Rumunii:
- 2018